# Futebol Clube Paços de Ferreira
O Futebol Clube Paços de Ferreira é um clube de futebol português sediado em Paços de Ferreira. Fundado numa Quarta-Feira, 5 de abril de 1950, conta com 20 participações na Primeira Divisão Nacional.
Foi finalista da Taça de Portugal em 2008/09 e da Taça da Liga em 2010/11. Participou por uma vez na Liga dos Campeões (2013/14) e por três vezes na Liga Europa da UEFA (2007/08, 2009/10 e 2013/14). Conseguiu um terceiro lugar na Primeira Liga em 2012/13 e venceu o Campeonato Nacional da Segunda Divisão de Honra/Segunda Liga por quatro vezes (1990/91, 1999/00, 2004/05, 2018/19).
Efetua os seus jogos em casa no Estádio da Mata Real, atualmente denominado Estádio Capital do Móvel. Possui também uma uma equipa de Futsal.

## História

### O «Vasquinho»
A origem do futebol em Paços de Ferreira remonta à década de 1930, quando a modalidade começou a ser praticada pelo Sport Club Pacense, coletividade sediada em Meixomil (uma das freguesias do concelho).
Foram duas décadas de futebol popular e sem expressão oficial, até que uma reorganização competitiva e o aparecimento do velho Campo da Cavada, motivou a fundação – em 5 de abril de 1950, do Futebol Clube Vasco da Gama, coletividade que está na génese do atual Futebol Clube Paços de Ferreira. A estreia oficial do novo clube ocorreu a 19 de novembro de 1950, com o "Vasquinho" (designação carinhosa pela qual era tratado entre os seus adeptos) a vencer em Lousada a equipa do Tapada, por 2 a 1. Agostinho Alves foi o marcador do primeiro golo vitorioso na história dos pacenses. O clube manteve-se na III Divisão Regional da AF Porto até à temporada 1956/57, altura em que alcançou a primeira subida do seu historial. Após uma dramática final em quatro jogos, o Vasco da Gama derrotou o Sporting da Cruz por 3 a 1 no Estádio do Bessa e fez uma festa de arromba do Porto até ao centro da Vila.

### As primeiras subidas
A década de 1960 iniciou-se sob o signo das mudanças e no começo da temporada 1961/62 o clube passou a utilizar a atual designação de Futebol Clube de Paços de Ferreira. Foram questões de ordem estatutária a motivar esta mudança, que coincidiu também com a troca do seu equipamento amarelo para um idêntico ao utilizado pelo FC Porto. O primeiro título conquistado pelo clube surgiu na temporada de 1967/68, quando a equipa confirmou a aposta da direção de então e alcançou o título da II Divisão Regional da AF Porto. Uma forma de terminar em beleza a década e de lançar as raízes do crescimento verificado na década seguinte.

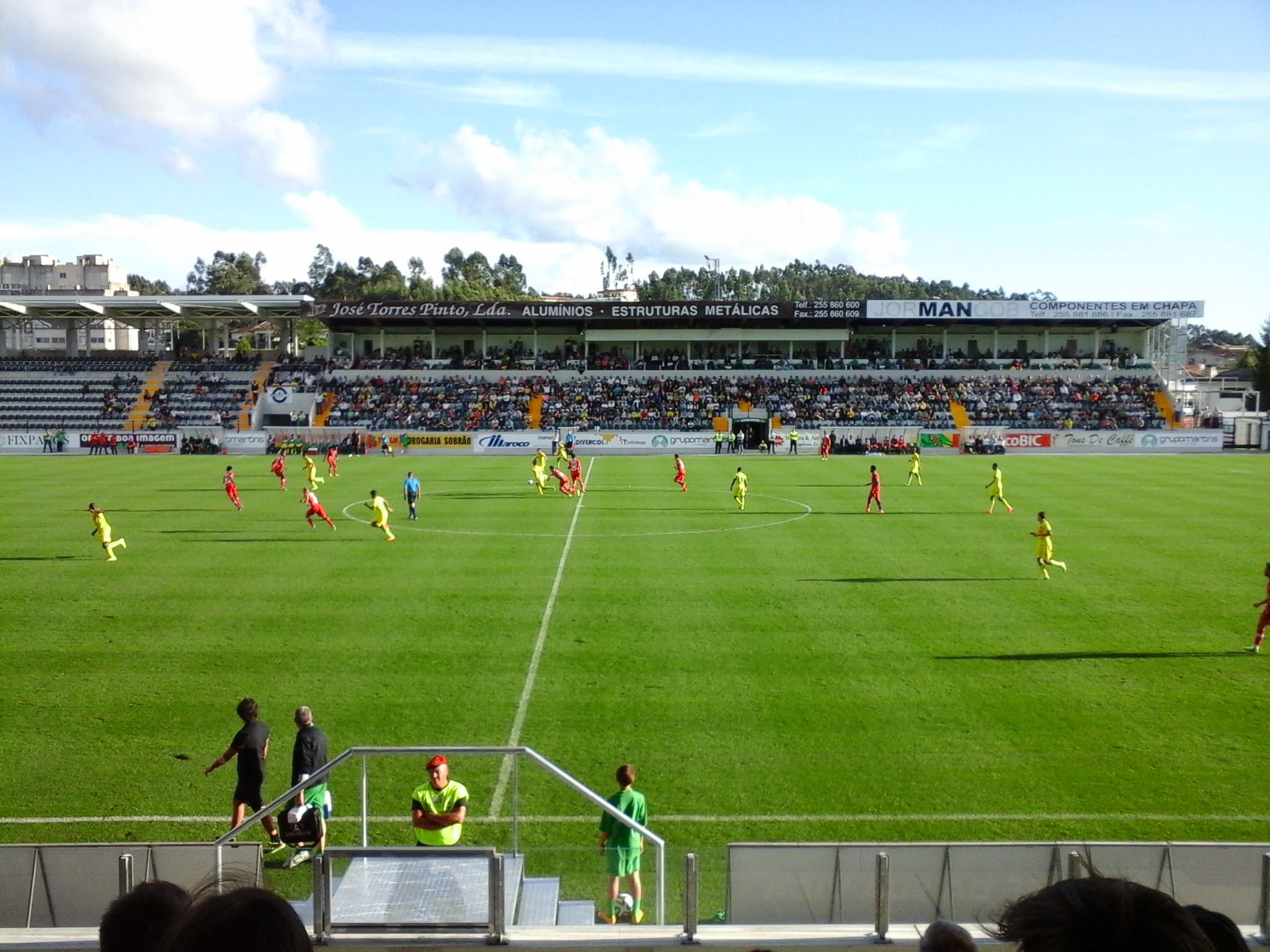
O Estádio da Mata Real, inaugurado em 1973

A festa voltou a Paços de Ferreira em 17 de junho de 1973, quando o clube comemorou a subida à III Divisão nacional, após uma clara vitória no campo da Cavada por 3 a 0 ante o Perosinho. Um ano após este feito, o Paços voltou a encher o ego dos seus adeptos, ao alcançar o título nacional da III Divisão. Foi a 14 de julho de 1974, quando os pacenses invadiram o Estádio Municipal de Leiria e deram o impulso decisivo para a vitória  de 2 a 1 sobre o Estrela de Portalegre. O herói do encontro foi Mascarenhas, que marcou o golo da vitória no minuto final do prolongamento. O clube lançava assim as suas raízes no futebol nacional e mostrava-se disposto a alcançar patamares mais elevados, fruto do bairrismo e paixão pelo futebol que é inata aos adeptos de Paços de Ferreira.
A onda de crescimento verificada no clube levou a que em outubro de 1973 tenha sido inaugurado o Estádio da Mata Real, palco onde ainda hoje os pacenses mostram a sua raça. A euforia das subidas seria, no entanto, resfriada nos dezasseis anos seguintes, onde apesar de várias vezes ter estado à beira de ingressar na I Divisão, acabou sempre por baquear ingloriamente nos momentos decisivos. De permeio, a 15 de março de 1981, os sócios decidiram mudar as cores oficiais do equipamento que o clube utilizava, que passaram a ser as do concelho, o amarelo e o verde.

### Chegada ao convívio dos Grandes
O sonho da subida acabou por se tornar realidade no final da época 1990/91, quando de forma surpreendente o FC Paços de Ferreira se tornou no primeiro Campeão do estreante campeonato nacional da Divisão de Honra. Uma equipa "formiguinha" conseguiu amealhar os pontos necessários para esta vitória surpresa e tornou-se mítica aos olhos dos adeptos, sedentos de marcar presença nos palcos principais do futebol português. E foi com orgulho que durante três temporadas os pacenses jogaram de igual-para-igual com os «grandes» SL Benfica, FC Porto e Sporting. Essa alegria terminou em 1993/94 quando, pela primeira vez em 44 anos de história, o clube conheceu o sabor amargo da descida de divisão. Foi o momento menos positivo de uma história recheada de sucessos. Um facto que resfriou os ânimos, mas que não foi suficiente para apagar a chama da esperança dos corações verde-amarelos.
Prova disso, foi o percurso realizado pela equipa na temporada 1999/2000, em que protagonizou uma recuperação notável no campeonato da II Liga e alcançou com drama e glória o título nacional na última jornada da prova. Uma alegria extravagante acompanhou a equipa no decisivo encontro de Chaves e, mais uma vez, os adeptos ajudaram a equipa a fazer história.
Em 2000/01, de novo do escalão máximo do futebol, o F. C. Paços de Ferreira fez um excelente campeonato e, justamente, afirmou-se como a equipa sensação da competição, onde conseguiu vencer os «três grandes». Uma prestação que se repetiu nas duas épocas seguintes, onde conseguiu sempre melhorar os lugares alcançados na então denominada Super Liga.
Em 2002/2003 o Clube alcançou um honroso 6º lugar no campeonato e duplicou esse feito inédito, ao atingir as meias-finais da Taça de Portugal, ficando apenas arredado da final por ter perdido por 1-0 na Marinha Grande, frente à União de Leiria.
Despromovido à Liga de Honra no final da época 2003/2004, o Clube soube contornar esse momento menos feliz da sua história e rapidamente preparou o regresso ao campeonato principal do futebol português. Em 2004/05 o FC Paços de Ferreira realizou uma notável campanha na Liga de Honra, que lhe garantiu a inédita subida a cinco jornadas do final da prova. O golo de Júnior Bahia, no Estádio do Leixões garantiu o triunfo e a festa da subida que se estendeu até ao regresso à Mata Real.
Excertos do Livro «F. C. Paços de Ferreira – 1950/2000 / Cinquenta anos de história» in www.fcpf.pt.

### Paços, equipa Europeia
A época 2006/07 marca um dos pontos mais altos dos mais de 50 anos de história da equipa pacense. Com o orçamento mais baixo da Liga, os auri-verdes conseguem realizar uma campanha surpreendente, sendo mesmo considerados uma das "equipas-sensação" da prova. Demonstrando um espírito guerreiro dentro de campo, os castores conseguem feitos notáveis, como a vitória em Alvalade por 1-0, e a realização de um campeonato apenas com uma derrota caseira, frente ao Belenenses, após mais de um ano sem uma vitória dos visitantes na Mata Real. O Paços foi mesmo, a par do Chelsea de Mourinho, a equipa da Europa que há mais tempo não perdia em casa. Como corolário desta campanha, os auri-verdes conseguem um histórico 6º lugar final, que lhes dá direito a uma participação na Taça UEFA, primeira experiência europeia do "Paços". Este feito histórico ficou selado na última jornada, a 20 de Maio de 2007 (por sinal, dia do aniversário da cidade) no Estádio Municipal de Aveiro, com um golo de Cristiano, que garantiu o empate a uma bola frente ao Beira Mar, e que levou milhares de pacenses a receber os jogadores em festa, no centro da cidade, numa festa que se prolongou pela madrugada.
No dia 20 de Setembro de 2007, o Paços fez a sua estreia europeia, quando, pelas 21h, subiu ao relvado do Estádio do Bessa, casa emprestada dos pacenses, devido à impossibilidade de o jogo se disputar na Mata Real, para defrontar os holandeses do AZ Alkmaar, em jogo a contar para a primeira ronda da Taça UEFA. Apoiados por perto de 10 000 adeptos, os pacenses dominaram o jogo, estando por várias vezes perto de se adiantar no marcador mas, contra a corrente do jogo, aos 89 minutos, Pocognoli estragou o sonho dos pacenses com um golo na sequência de um pontapé de canto. A segunda mão disputou-se a 4 de Outubro na cidade holandesa de Alkmaar. Apoiados por alguns pacenses que se deslocaram àquela cidade holandesa, os castores tentaram dar a volta ao resultado da 1ª mão, mas sem sucesso. O jogo acabou por terminar empatado a zero bolas, ditando assim o afastamento do Paços de Ferreira das competições europeias. No entanto, a experiência foi positiva para o Paços, pois esta pequena equipa da pequena cidade de Paços de Ferreira, com o orçamento mais baixo da Liga, conseguiu lutar de igual para igual com o "gigante" holandês, deixando transparecer uma excelente imagem de Paços de Ferreira e de Portugal na Europa.
Porém, a época de estreia nas competições europeias ficou marcada por muitas mudanças na casa pacense, nomeadamente ao nível do plantel. A coesão da equipa ressentiu-se, e o Paços fez uma época sofrível onde, passada a euforia da UEFA, esteve irreconhecível em casa e acabou por se achar, na última jornada, a discutir a manutenção com o Leixões. O Paços jogava no terreno da já despromovida União de Leiria, e tinha de ganhar, e esperar que os leixonenses perdessem em casa contra o Marítimo. Uma onda amarela invadiu o Estádio Dr. Magalhães Pessoa, e até o Leixões ajudou, ao perder em casa contra os madeirenses. Porém, quando já se preparava a festa pacense, os leirienses marcaram, ao minuto 90, e atiraram o Paços para os lugares de despromoção. Porém, devido à penalização aplicada por coação ao Boavista, no âmbito do Caso Apito Dourado, o Paços acabou por manter-se no principal escalão do futebol português.

### «Nós vamos ao Jamor»
A época de 2008/09 começou, mais uma vez, com várias mudanças na Mata Real. Depois da indefinição provocada pelo arrastamento do Apito Final, os pacenses construíram um plantel para disputar a divisão maior do futebol português. José Mota saiu para o Leixões, pondo fim a 21 anos de ligação quase ininterrupta ao clube. O novo treinador, Paulo Sérgio, apresentou-se com o objetivo de sempre: fazer uma época digna, e assegurar a manutenção na Liga Sagres. A época não começou da melhor maneira, com o clube a ver-se atirado prematuramente para os lugares de despromoção. Porém, ao longo da temporada, a situação foi-se invertendo, e o Paços conseguiu consolidar, com maior ou menor estabilidade, a sua posição na tabela classificativa. Paralelamente, na Taça de Portugal, o Paços defrontou primeiro o satélite Rebordosa, passando à 4ª Eliminatória, onde defrontou o tomba-gigantes Arouca (já havia eliminado o Marítimo), jogo decidido a favor do Paços com recurso às grandes-penalidades. De facto, quando o Paços teve que ir aos penalties em Arouca, ninguém acreditava na caminhada vitoriosa que se avizinhava. Mas ela aconteceu: o Paços já estava nos oitavos-de-final, tendo brindado os vizinhos do FC Vizela com uma goleada por 4-1 na Mata Real. Nos quartos, nova vitória, contra a Naval 1º de Maio, num jogo épico, disputado com pouco público (a Federação marcou a partida para uma quarta-feira à tarde!) com o relvado da Mata Real quase impraticável, devido ao verdadeiro dilúvio que se abatera sobre a cidade. O Paços não vacilou, e venceu os navalistas por 5-3, num jogo impróprio para cardíacos. O Paços estava nas meias-finais e os adeptos, cautelosamente, aguardavam pela concretização de um sonho: faltavam dois jogos para a grande final. No primeiro, numa noite fria, os auri-verdes comprometeram, em casa, ao empatar 2-2 com o Nacional da Madeira. A esperança mantinha-se, mas agora era quase imperioso ganhar na Choupana. E assim fizeram: numa partida memorável, e quando já se adivinhava o prolongamento, os pacenses asseguraram a passagem à grande final do Jamor, com um golo de Pedrinha aos 90 minutos. Os pacenses só acordaram do sonho no grande dia: a 31 de Maio de 2009, 12 000 adeptos viajaram de Paços de Ferreira até ao Estádio Nacional do Jamor, pintando o seu sector de amarelo e verde. O adversário era o «gigante» FC Porto, mas o Paços agigantou-se e lutou de igual para igual dentro de campo mas acabou por ser derrotado por 1-0, num golo solitário de Lisandro López. Os pacenses regressaram tristes, mas com sentido de dever cumprido: havia sido escrita a mais bonita e dourada página da história deste humilde clube, que assegurara também a presença na Supertaça Cândido de Oliveira em Aveiro, e na Liga Europa, onde defrontaria os moldavos do Zimbru Chisinau na primeira pré-eliminatória.

### Taça da Liga
A época de 2010/11 começou, mais uma vez, com várias mudanças na Mata Real. Chegou um novo treinador Rui Vitoria, que colocou novamente a equipa a praticar um excelente futebol, uma vitoria por 1-0 contra o Sporting Clube de Portugal, na primeira volta do campeonato, colocou a equipa com grande moral que conseguiu com um plantel jovem e de baixo custo fazer face a planteis de elevado poder económico, acabando por ficar colocada em 7º lugar na classificação final, sendo esta a sua segunda melhor classificação de sempre pelo meio fica o registo de ter sido a única equipa a ter conseguido pontuar para o campeonato no Estádio do Dragão frente ao Futebol Clube do Porto com um empate a 3 golos. Na Taça da Liga, o Paços viria a chegar a final disputada em Coimbra, depois de bater o Leixões por 2-3 no acumulado das duas mãos, consegue o apuramento para a 2ª Fase de grupos, onde venceu todos os encontros ficando o registo da vitória em Braga que colocava praticamente o Paços de Ferreira nas Meias Finais, o que acabou por se verificar na Mata Real frente ao Vitória de Guimarães, mais um meia-final e mais uma vez o CD Nacional pela frente, jogo no Estádio da Madeira no dia 3 de Março, a acabar com o resultado de 3-4, que confirmava a presença do clube na sua 3ª final da historia, e que coloca o Paços de Ferreira como finalista de todas as provas nacionais, ou seja, finalista da Taça de Portugal, finalista da Taça da Liga e finalista da Supertaça Cândido de Oliveira. Porém mais uma vez o clube da Capital do Móvel acabou por não ser feliz perdendo a sua terceira final no dia 23 de Abril no Estádio Cidade de Coimbra, a equipa dos castores enfrentou na final da Taça da Liga o Sport Lisboa e Benfica, mas apesar de uma boa exibição a equipa perdeu mais uma final terminando a mesma com um  resultado de 2-1 a favor do Benfica.

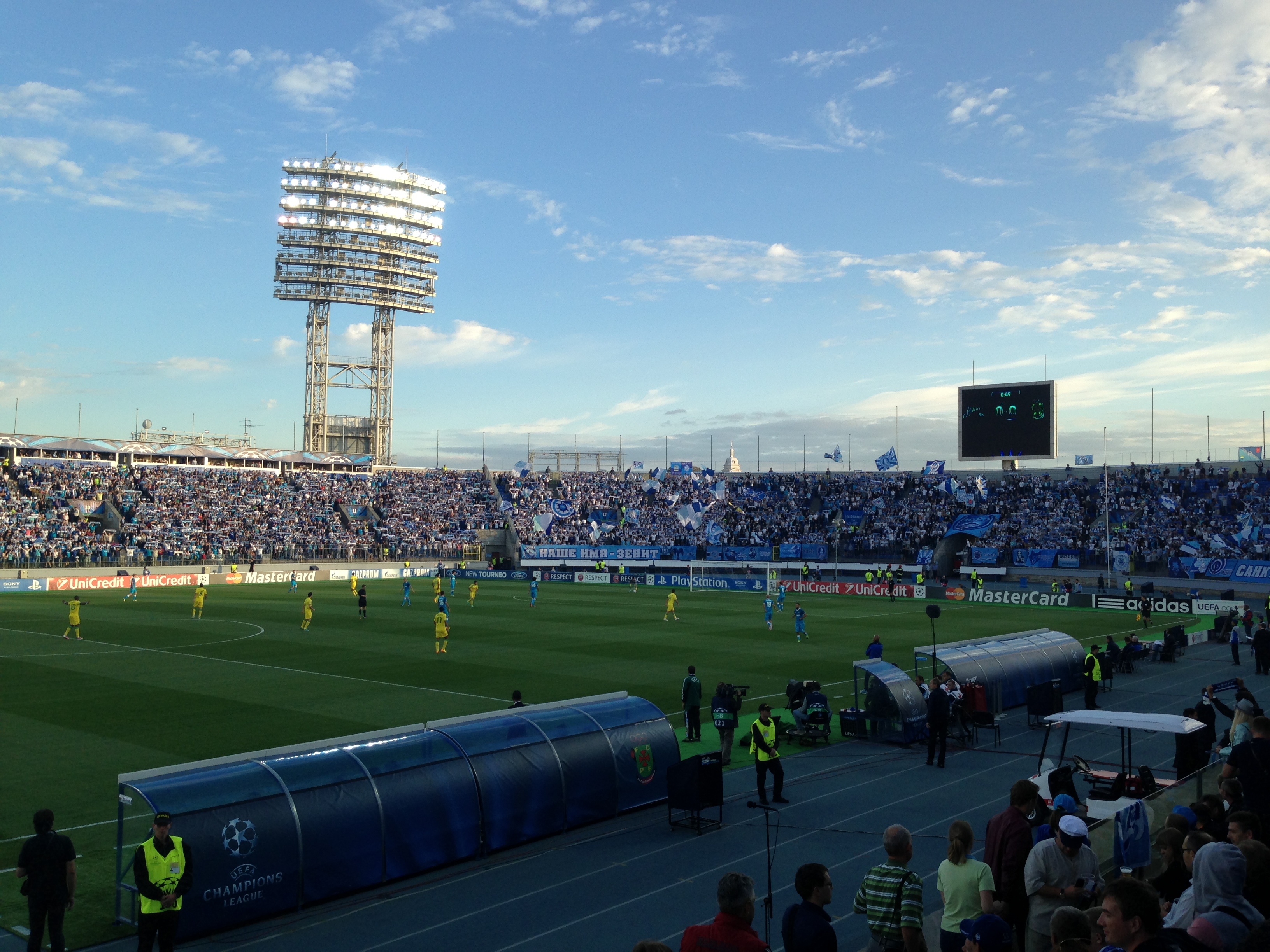
Equipa do Paços de Ferreira jogando para a Liga dos Campeões 2013/14 em no Estádio Petrovsky, em São Petersburgo

### Apuramento para a Liga dos Campeões
A época de 2012/13 foi uma época que para sempre irá ficar marcada na memória da família pacense. A equipa liderada pelo treinador Paulo Fonseca I Liga classificou-se em 3º lugar, conseguindo o respetivo apuramento para o Play-off da Liga dos Campeões da UEFA, sendo o 6º clube português a consegui-lo. Foi relegado para a fase de grupos da Liga Europa da UEFA após perder a eliminatória com o Zenit St. Petersburg, equipa recheada de estrelas onde figuravam vários internacionais russos (como Alexander Kerjakov ou Andrey Arshavin), portugueses (como Neto e Danny) ou Hulk.

### Descida de Divisão
A época 2017/18, ficou marcada pela despromoção do clube. O investimento realizado nas infraestruturas e a péssima escolha de treinadores acabaria por comprometer toda a temporada, Vasco Seabra iniciou a época, e a pré-época ficaria marcada por uma série de decisões questionáveis, quando vários jogadores foram dispensados e emprestados a outros clubes sem existir qualquer contratação para colmatar as saídas do mesmos mas após uma goleada sofrida do Dragão foi subsistido por Petit que não foi capaz de recuperar a equipa ou de melhorar o futebol por esta praticado, num último esforço chegaria a Capital do Móvel, vindo do Leixões o treinador João Henriques que apesar de ter conseguido uma melhora no futebol praticado pela equipa, não conseguiu evitar a despromoção, o Paços acabaria por ver confirmada a descida de divisão na última jornada numa derrota por 3-1 fora de casa frente ao Portimonense.

### «Vamos Voltar!»
Após a descida de divisão, o clube iniciou uma reestruturação do plantel, uma das mais sonantes saídas do clube foi capitão Ricardo que após 7 temporadas no clube consecutivas terminava a sua relação contratual com o clube. No dia 22 de Maio, foi oficializada a contratação de Vítor Oliveira para assumir o comando técnico da equipa, o treinador português de 65 anos, é conhecido como o "Rei das Subidas", por realizar tradicionalmente excelentes trabalhos na Segunda Liga o que já o levou a promover 10 equipas (o FC Paços de Ferreira seria a 11ª equipa a ser promovida pelo experiente treinador).
A temporada iniciou com elevada expectativa e a equipa cumpriu com a mesma assumindo desde a 6ª jornada a liderança da tabela para nunca mais a perder até ao ultimo jogo da temporada. No mercado de inverno o clube perdia ainda o seu melhor marcador o possante avançado brasileiro Luiz Phellype, numa transferência para o Sporting CP. 
A subida seria confirmada em casa no Estádio Capital do Móvel, na 30ª jornada ao vencer o Académico de Viseu por 2-1, com Paul Ayongo, que na temporada anterior jogava no Amarante, a apontar o golo da vitória, após o apito final decorreu a tradicional invasão de campo, que carimbou a 4ª subida dos "castores" a Primeira Liga.
Ainda antes do final da temporada, decorrem eleições no clube, com lista única Paulo Menezes foi reconduzido a um 3º mandato na presidência do clube, mas a saída de Rui Seabra da liderança da SQUD e do futebol profissional, seria o ponto maior, Rui Seabra, pagou o preço da descida de divisão causada pela péssima preparação de um elenco capaz de competir na Primeira Liga em 2017/18.

### Últimas Temporadas
| Temporada | Liga | Liga | Liga | Liga | Liga | Liga | Liga | Liga | Liga | Taça       | Taça da Liga | Competições europeias           | Competições europeias     | Notas |
| Temporada | Div. | Pos. | J    | V    | E    | D    | GM   | GS   | Pts  | Resultado  | Resultado    | Competição                      | Resultado                 | Notas |
| --------- | ---- | ---- | ---- | ---- | ---- | ---- | ---- | ---- | ---- | ---------- | ------------ | ------------------------------- | ------------------------- | ----- |
| 2000–01   | 1ª   | 9.º  | 34   | 12   | 12   | 10   | 47   | 39   | 48   | Quartos F. | n/a          | –                               | –                         | -     |
| 2001–02   | 1ª   | 8.º  | 34   | 12   | 10   | 12   | 41   | 44   | 46   | Oitavos F. | n/a          | –                               | –                         | -     |
| 2002–03   | 1ª   | 6.º  | 34   | 12   | 9    | 13   | 40   | 47   | 45   | Meia Final | n/a          | –                               | –                         | -     |
| 2003–04   | 1ª   | 17.º | 34   | 8    | 4    | 22   | 27   | 53   | 28   | 1/16 Final | n/a          | –                               | –                         | [A]   |
| 2004–05   | 2ª   | 1.º  | 34   | 20   | 9    | 5    | 61   | 43   | 69   | 1/32 Final | n/a          | –                               | –                         | [B]   |
| 2005–06   | 1ª   | 11.º | 34   | 11   | 9    | 14   | 38   | 49   | 42   | 1/32 Final | n/a          | –                               | –                         | -     |
| 2006–07   | 1ª   | 6.º  | 30   | 10   | 12   | 8    | 31   | 36   | 42   | 1/32 Final | n/a          | –                               | –                         | -     |
| 2007–08   | 1ª   | 15.º | 30   | 6    | 7    | 17   | 31   | 49   | 25   | Oitavos F. | 3ª Ronda     | Taça UEFA                       | 1ª Ronda                  | [C]   |
| 2008–09   | 1ª   | 10.º | 30   | 9    | 7    | 14   | 37   | 42   | 34   | Finalista  | 3ª Ronda     | –                               | –                         | -     |
| 2009–10   | 1ª   | 10.º | 30   | 8    | 11   | 11   | 32   | 37   | 35   | Quartos F. | 2ª Ronda     | Liga Europa                     | 3ª Ronda Qualificação     | -     |
| 2010–11   | 1ª   | 7.º  | 30   | 10   | 11   | 9    | 35   | 42   | 41   | 1/16 Final | Finalista    | –                               | –                         | -     |
| 2011–12   | 1ª   | 10.º | 30   | 8    | 7    | 15   | 35   | 53   | 31   | 1/16 Final | 3ª Ronda     | –                               | –                         | -     |
| 2012–13   | 1ª   | 3.º  | 30   | 14   | 12   | 4    | 42   | 29   | 54   | Meia Final | 3ª Ronda     | –                               | –                         | [D]   |
| 2013–14   | 1ª   | 15.º | 30   | 6    | 6    | 18   | 28   | 59   | 24   | Oitavos F. | 3ª Ronda     | Liga dos Campeões / Liga Europa | Play-Off / Fase de Grupos | [E]   |
| 2014–15   | 1ª   | 8.º  | 34   | 12   | 11   | 11   | 40   | 45   | 47   | Oitavos F. | 2ª Ronda     | –                               | –                         | –     |
| 2015–16   | 1ª   | 7.º  | 34   | 13   | 10   | 11   | 43   | 42   | 49   | 1/16 Final | 3ª ronda     | –                               | –                         | –     |
| 2016–17   | 1ª   | 13.º | 34   | 8    | 12   | 14   | 32   | 45   | 36   | 1/16 Final | 3ª ronda     | –                               | –                         | –     |
| 2017–18   | 1ª   | 17.º | 34   | 7    | 9    | 18   | 33   | 59   | 30   | 3ª Elimin  | 3ª ronda     | –                               | –                         | –     |
| 2018–19   | 2ª   | 1.º  | 34   | 23   | 5    | 6    | 50   | 21   | 74   | Oitavos F. | 3ª ronda     | –                               | –                         | [B]   |
| 2019–20   | 1ª   | 13.º | 34   | 11   | 6    | 17   | 36   | 52   | 39   | Quartos F. | 3ª ronda     | –                               | –                         | –     |
| 2020–21   | 1ª   | 5.º  | 34   | 15   | 8    | 11   | 40   | 41   | 53   | 1/16 Final | Quartos F.   | –                               | –                         | –     |
| 2021–22   | 1ª   |      |      |      |      |      |      |      |      | –          | 3ª ronda     | Liga Conferência                | Play-Off                  | –     |

A. ↑  Despromovido.
B. ↑  Promovido.
C. ↑  Não despromovido (despromoção administrativa do Boavista F.C. devido ao Apito Dourado).
D. ↑  Melhor classificação.
E. ↑  Disputou o Play-off de manutenção tendo vencido.

### Paços nas Competições Europeias

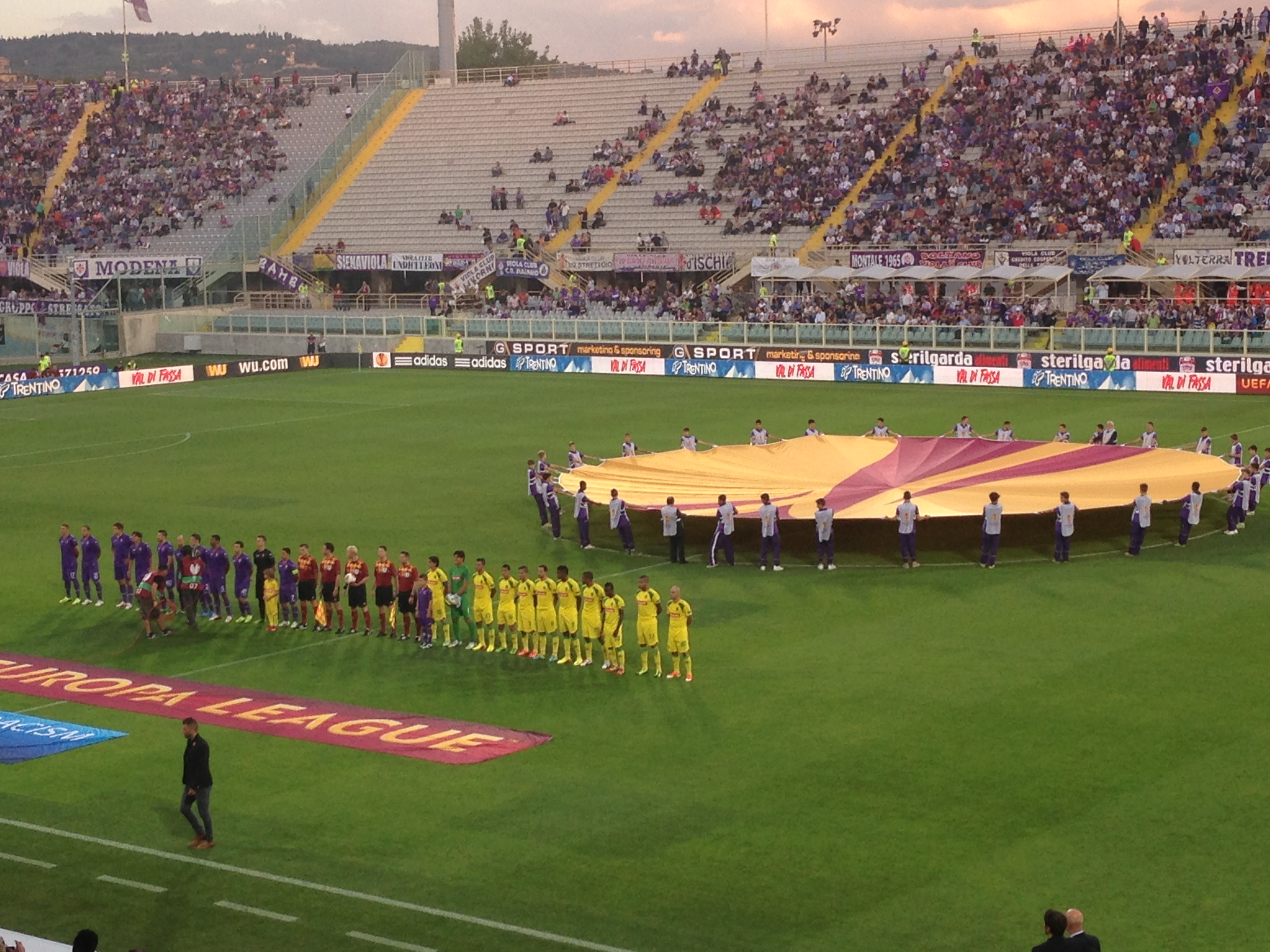
Equipa do Paços de Ferreira antes de um jogo para a Liga Europa 2013/2014 no Estádio Artemio Franchi, em Florença

| Época   | Competição        | Fase                | Adversário           | Casa | Fora | Agregado |
| ------- | ----------------- | ------------------- | -------------------- | ---- | ---- | -------- |
| 2007–08 | Taça UEFA         | 3ª eliminatória     | AZ                   | 0–1  | 0–0  | 0–1      |
| 2009–10 | Liga Europa       | 2ª Pré-eliminatória | Zimbru Chişinău      | 1–0  | 0–0  | 1–0      |
| 2009–10 | Liga Europa       | 3ª Pré-eliminatória | Bnei Yehuda          | 0–1  | 0–1  | 0–2      |
| 2013–14 | Liga dos Campeões | Rodada de play-off  | Zenit St. Petersburg | 1–4  | 2–4  | 3–8      |
| 2013–14 | Liga Europa       | Fase de Grupos      | Fiorentina           | 0–0  | 0–3  | 3º       |
| 2013–14 | Liga Europa       | Fase de Grupos      | Dnipro               | 0–2  | 0–2  | 3º       |
| 2013–14 | Liga Europa       | Fase de Grupos      | Pandurii             | 1–1  | 0–0  | 3º       |
| 2021–22 | Liga Conferência  | 3ª Pré-eliminatória | Larne                | 4–0  | 0–1  | 4–1      |
| 2021–22 | Liga Conferência  | Play-Off            | Tottenham            | 1–0  | 0–3  | 1–3      |

## Histórico

### Títulos
Em construção...
| Nacionais | Nacionais        | Nacionais | Nacionais                           |
|           | Competição       | Títulos   | Temporadas                          |
| --------- | ---------------- | --------- | ----------------------------------- |
|           | Segunda Liga     | 4         | 1990–91, 1999–00, 2004–05 e 2018–19 |
|           | Terceira Divisão | 1         | 1973–74                             |

### Presenças
| Continentais | Continentais      | Continentais | Continentais                |
|              | Competição        | Presenças    | Melhor posição              |
| ------------ | ----------------- | ------------ | --------------------------- |
|              | Liga dos Campeões | 1            | Play-Off                    |
|              | Liga Europa       | 3            | Fase de Grupos - 3º (3 pts) |
|              | Liga Conferência  | 1            | Play-Off                    |
| Nacionais    |                   |              |                             |
|              | Competição        | Presenças    | Melhor posição              |
|              | Primeira Liga     | 20           | 3º                          |
|              | Segunda Liga      | 9            | 1º                          |
|              | Segunda Divisão   |              |                             |
|              | Terceira Divisão  |              | 1º                          |
|              | Taça de Portugal  | 46           | Finalista Vencido           |
|              | Taça da Liga      | 12           | Finalista Vencido           |
| Regionais    |                   |              |                             |
|              | Competição        | Presenças    | Melhor posição              |
|              |                   |              |                             |

## Equipamentos
O Paços já equipou de diversas maneiras. O primeiro equipamento do "Paços", envergado entre 1950/51 e 1962/63, era igual ao do primitivo GD Vasco da Gama, que deu origem ao clube: camisola amarela e calções azuis. Os equipamentos alternativos eram oferecidos pelo Boavista FC: camisola axadrezada preta e branca e calções brancos. Entre 1963/64 e 1980/81, o "Paços" equipou com camisola às riscas verticais azuis e brancas, e calções azuis, devido à filiação que uniu, em tempos, o clube ao FC Porto.
O equipamento atual, amarelo e verde, é utilizado desde a época 1981/82, quando, numa das Assembleias Gerais mais participadas e polémicas da história do clube, se votaram as cores do novo traje pacense. De entre duas propostas, saiu vencedora a de Carlos Rodrigues: equipamento principal constituído por camisola amarela e calções verdes, em homenagem às cores da então vila de Paços de Ferreira, e equipamento alternativo constituído por camisola branca e calções pretos, tal como o primitivo equipamento do SC Pacense, coletividade dos anos 1930 que daria origem ao FC Paços de Ferreira.
Após a segunda subida à 1ª Liga, os calções verdes foram abandonados, passando o equipamento a ser predominantemente amarelo. A partir de 2016/17, os calções voltaram a ser desta cor, embora num tom de verde muito mais escuro que o original.

### Equipamento atual
| Equipamento casa | Equipamento fora | Equipamento combinado |

## Estádio

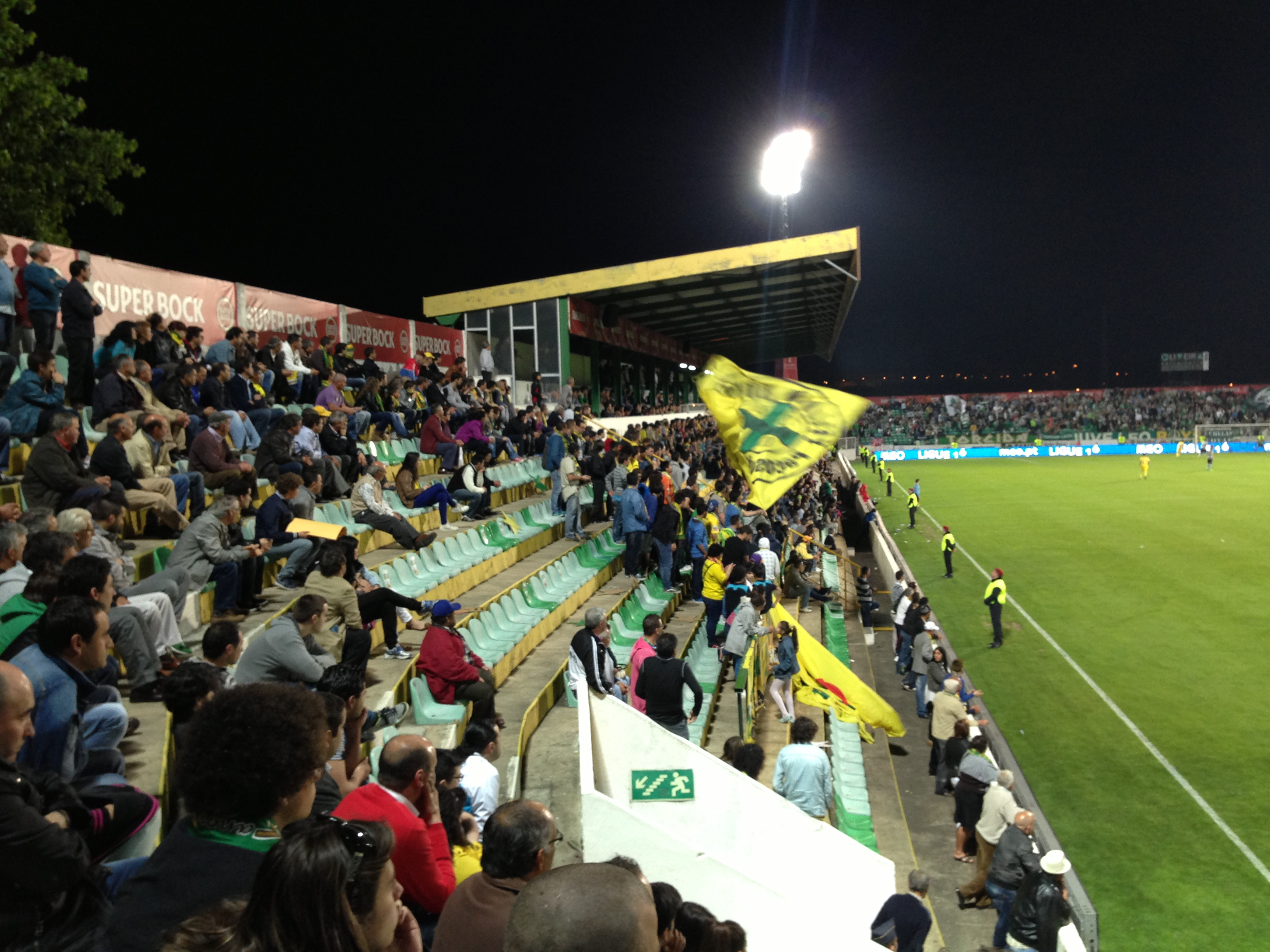
Estádio da Mata Real antes das obras de remodelação

A equipa utiliza para jogos oficiais o Estádio da Mata Real, com 9 076 lugares sentados, localizado no lugar de Calquim, próximo do centro da cidade. Tem como medidas 105 por 64 m.
Em 2013, por razões comerciais, o estádio passou-se a designar Estádio Capital do Móvel, embora a atual direção tenha prometido retomar o nome original.

## Claques
A Claque "Yellow Boys" foi fundada em 1996, regressando depois em 2001 e voltando à terceira tentativa em 2005 e até ao momento sempre presentes, fora e em casa, no apoio ao clube da Capital do Móvel. É atualmente o núcleo duro de apoiantes do Futebol Clube Paços de Ferreira. Anteriormente, haviam já existido duas claques, entretanto extintas, a "Febre Amarela" e a "Yellow Mania"

## Palmarés
- Finalista da Taça de Portugal (1): 2008/09
- Finalista da Supertaça Cândido de Oliveira (1): 2009
- Finalista da Taça da Liga (1): 2010/11
- Terceiro classificado da Primeira Liga (1): 2012/13

## Camadas Jovens
- «Departamento de Formaçao»

Paços de Ferreira sempre foi uma terra de desportistas. O Paços foi uma peça fundamental para o desenvolvimento do desporto neste pequeno mas populoso concelho. As várias camadas jovens são uma tradição do Paços, tendo já amealhado vários títulos, motivo de orgulho para todos os pacenses. As melhores equipas do Paços eram formadas por gente da terra, cujo amor à camisola sempre foi ímpar. Por isso, e apesar de, hoje em dia, os atletas da terra serem muitas vezes preteridos, as camadas jovens são um dos pilares do Paços.
Na temporada 2018/19, as equipas de Juniores A, Juniores B e Juniores C competiam na Primeira Divisão nacional.

## Modalidades
Desde a temporada 2016/17, o FC Paços de Ferreira conta com uma equipa de futsal, criada a partir do Clube Desportivo da Boavista, uma equipa local preexistente que competia na Divisão de Honra da AF Porto. Na temporada 2017/18 subiu à Divisão de Elite, o escalão máximo da categoria na AF Porto.